# Diplycosia pilosa
Diplycosia pilosa är en ljungväxtart som beskrevs av Carl Ludwig von Blume. Diplycosia pilosa ingår i släktet Diplycosia och familjen ljungväxter. Inga underarter finns listade i Catalogue of Life.